# Real Madrid säsongen 2010/2011
Säsongen 2010/2011 är Real Madrids 80:e säsong i La Liga.

## Spelare

### Laginformation
Senast uppdaterad: 3 mars 2011
| Nr | Pos.  | Nat       | Namn         | EU      | Ålder | Sedan | Matcher | Mål | Slutar | Övergångssumma |
| -- | ----- | --------- | ------------ | ------- | ----- | ----- | ------- | --- | ------ | -------------- |
| 1  | MV    | Spanien   | Casillas (C) | EU      | 29    | 1999  | 556     | 0   | 2017   | B-laget        |
| 2  | MB    | Portugal  | Carvalho     | EU      | 32    | 2010  | 34      | 3   | 2012   | €8 M           |
| 3  | MB    | Portugal  | Pepe         | EU      | 28    | 2007  | 98      | 2   | 2012   | €30 M          |
| 4  | MB/HB | Spanien   | Ramos        | EU      | 24    | 2005  | 246     | 84  | 2013   | €28 M          |
| 5  | IM    | Argentina | Gago         | EU      | 24    | 20071 | 121     | 1   | 2013   | €20 M          |
| 6  | CF    | Togo      | Adebayor     | EU      | 27    | 20111 | 8       | 2   | 2011   | N/A            |
| 7  | HY    | Portugal  | C. Ronaldo   | EU      | 26    | 2009  | 75      | 70  | 2015   | €94 M          |
| 8  | OM    | Brasilien | Kaká         | EU      | 28    | 2009  | 44      | 11  | 2015   | €65 M          |
| 9  | CF    | Frankrike | Benzema      | EU      | 23    | 2009  | 69      | 24  | 2015   | €35 M          |
| 10 | OM    | Frankrike | Lass         | EU      | 25    | 20091 | 79      | 1   | 2013   | €20 M          |
| 11 | IM    | Spanien   | Granero      | EU      | 23    | 2009  | 56      | 5   | 2013   | €4,5 M         |
| 12 | VB    | Brasilien | Marcelo (VC) | EU      | 22    | 20071 | 151     | 10  | 2015   | €6,5 M         |
| 13 | MV    | Spanien   | Adán         | EU      | 23    | 2009  | 4       | 0   | 2014   | B-laget        |
| 14 | IM    | Spanien   | Alonso       | EU      | 29    | 2009  | 77      | 4   | 2014   | €30 M          |
| 16 | OM    | Spanien   | Canales      | EU      | 20    | 2010  | 10      | 0   | 2016   | €4,5 M         |
| 17 | HB    | Spanien   | Arbeloa      | EU      | 28    | 2009  | 72      | 3   | 2014   | €4,5 M         |
| 18 | MB    | Spanien   | R. Albiol    | EU      | 25    | 2009  | 63      | 1   | 2014   | €15 M          |
| 19 | MB    | Argentina | Garay        | Inte-EU | 24    | 2008  | 27      | 1   | 2014   | €10 M          |
| 20 | CF    | Argentina | Higuaín      | EU      | 23    | 20071 | 159     | 74  | 2016   | €13 M          |
| 21 | HM    | Spanien   | P. León      | EU      | 24    | 2010  | 13      | 2   | 2016   | €10 M          |
| 22 | VY    | Argentina | di María     | EU      | 23    | 2010  | 39      | 7   | 2016   | €25 M          |
| 23 | OM    | Tyskland  | Özil         | EU      | 22    | 2010  | 37      | 9   | 2016   | €15 M          |
| 24 | DM    | Tyskland  | Khedira      | EU      | 23    | 2010  | 32      | 0   | 2016   | €12 M          |
| 25 | MV    | Polen     | Dudek        | EU      | 37    | 2007  | 11      | 0   | 2011   | Gratis         |
| 26 | VY    | Spanien   | Juan Carlos  | EU      | 20    | 2010  | 1       | 0   |        | B-laget        |
| 27 | HB    | Spanien   | Juanfran     | EU      | 22    | 2010  | 2       | 0   | 2013   | B-laget        |
| 29 | CF    | Spanien   | Morata       | EU      | 18    | 2010  | 2       | 0   | 2014   | B-laget        |
| 33 | VY    | Spanien   | Sarabia      | EU      | 18    | 2010  | 1       | 0   |        | B-laget        |

1. Köptes in under vintern
Källor: För spelarnummer: soccer-spain.com och för Unionsmedborgarskap: futbol.sportec.es

Spelarna är sorterade på tröjnummer.

Förklaringar:Nr= Spelarens tröjnummer i klubben. Pos.= Spelarens vanligaste position i klubben. Nat= En flaggbild på landet som spelaren spelar för (eller troligast kommer spela för). Namn= Spelarens spelarnamn. EU= Om spelaren har unionsmedborgarskap. Ålder= Spelarens ålder under säsongen. Sedan= Året då spelaren kom till klubben. Matcher= Hur många matcher som spelaren har spelat under sin tid i klubben. Mål= Hur många mål som spelaren gjort under sin tid i klubben. Slutar= När spelarens kontrakt med klubben går ut Övergångssumma= Hur mycket klubben betalade för att få spelaren till klubben (Gratis= Spelaren är köpt på Free Transfer) (B-laget= Spelaren är intagen från Real Madrid Castilla). 

### Spelare in/ut

#### In
| Nr | Pos | Nat       | Namn     | Ålder | EU | Från             | Typ | Slutar | Övergångssumma |
| -- | --- | --------- | -------- | ----- | -- | ---------------- | --- | ------ | -------------- |
| 16 | OM  | Spanien   | Canales  | 19    | EU | Racing Santander | Köp | 2016   | €4,5 M         |
| 22 | VY  | Argentina | di María | 22    | EU | Benfica          | Köp | 2016   | €25 M          |
| 21 | HM  | Spanien   | P. León  | 23    | EU | Getafe           | Köp | 2016   | €10 M          |
| 24 | DM  | Tyskland  | Khedira  | 23    | EU | Stuttgart        | Köp | 2016   | €12 M          |
| 2  | MB  | Portugal  | Carvalho | 32    | EU | Chelsea          | Köp | 2012   | €8 M           |
| 23 | OM  | Tyskland  | Özil     | 21    | EU | Werder Bremen    | Köp | 2016   | €15 M          |
| 15 | MB  | Spanien   | Mateos   | 23    | EU | B-laget          |     |        | B-laget        |
| 6  | CF  | Togo      | Adebayor | 26    | EU | Manchester City  | Lån | 2011   |                |

Förklaringar: Ålder= Spelarens ålder vid övergången.

#### Ut
| Nr | Pos. | Nat           | Spelare              | Ålder | EU | Till       | Typ                | Övergångssumma |
| -- | ---- | ------------- | -------------------- | ----- | -- | ---------- | ------------------ | -------------- |
| 21 | MB   | Tyskland      | Metzelder            | 29    | EU | Schalke 04 | Kontraktet gick ut | Gratis         |
| 14 | OM   | Spanien       | Guti                 | 33    | EU | Besiktas   | Kontraktet bröts   | Gratis         |
| 7  | CF   | Spanien       | Raúl González Blanco | 33    | EU | Schalke 04 | Kontraktet bröts   | Gratis         |
| 15 | VM   | Nederländerna | Drenthe              | 23    | EU | Hércules   | Lån                |                |
| 23 | OM   | Nederländerna | v.d Vaart            | 27    | EU | Tottenham  | Köp                | €11 M          |
| 6  | DM   | Mali          | Diarra               | 29    | EU | AS Monaco  | Köp                | Gratis         |
| 15 | MB   | Spanien       | Mateos               | 24    | EU | AEK Aten   | Lån                |                |

Förklaringar: Nr Spelaren tröjnummer i klubben när han spelade där. Ålder= Spelarens ålder vid övergången. Gratis= Så kallad Free Transfer

### Spelarstatistik

#### Intern skytteliga
| P | Nat       | Spelare    | Pos. | La Liga | Champions League | Copa del Rey | Totalt |
| - | --------- | ---------- | ---- | ------- | ---------------- | ------------ | ------ |
| 1 | Portugal  | C. Ronaldo | HY   | 27      | 4                | 6            | 37     |
| 2 | Frankrike | Benzema    | CF   | 5       | 5                | 5            | 15     |
| 3 | Argentina | Higuaín    | CF   | 7       | 2                | 1            | 10     |
| 4 | Tyskland  | Özil       | OM   | 5       | 1                | 3            | 9      |
| 5 | Argentina | di María   | VY   | 6       | 1                | 0            | 7      |

Förklaringar: P= Placering i tabellen. La Liga= Hur många mål spelaren gjort i La Liga. Champions League= Hur många mål spelaren har gjort i Champions League. Copa del Rey= Hur många mål spelaren har gjort i Copa del Rey.

#### Assist
| P | Nat       | Spelare    | Pos. | La Liga | Champions League | Copa del Rey | Totalt |
| - | --------- | ---------- | ---- | ------- | ---------------- | ------------ | ------ |
| 1 | Argentina | di María   | VY   | 11      | 3                | 7            | 21     |
| 2 | Tyskland  | Özil       | OM   | 17      | 7                | 2            | 25     |
| 3 | Portugal  | C. Ronaldo | HY   | 8       | 3                | 1            | 12     |
| 4 | Frankrike | Benzema    | CF   | 3       | 1                | 2            | 6      |
| 5 | Spanien   | Alonso     | IM   | 5       | 0                | 0            | 5      |

#### Disciplin
| P | Nr | Pos. | Nat      | Spelare      | Röda kort | Rött kort efter 2 gula | Gula kort |
| - | -- | ---- | -------- | ------------ | --------- | ---------------------- | --------- |
| 1 | 4  | HB   | Spanien  | Sergio Ramos | 1         | 1                      | 12        |
| 2 | 1  | MV   | Spanien  | Casillas     | 1         | 0                      | 3         |
| 3 | 17 | HB   | Spanien  | Arbeloa      | 0         | 2                      | 5         |
| 4 | 14 | IM   | Spanien  | Alonso       | 0         | 1                      | 11        |
| 5 | 2  | MB   | Portugal | Carvalho     | 0         | 1                      | 9         |

### Långskadade spelare
| Datum         | Nat       | Spelare         | Skada     | Förväntad återkomst |
| ------------- | --------- | --------------- | --------- | ------------------- |
| November 2008 | Argentina | Gonzalo Higuaín | Diskbråck | Mars 2011           |

### Vanligaste startelva
Senast uppdaterad: 3 mars 2011
| Nr | Pos. | Nat       | Namn         | Matcher |
| -- | ---- | --------- | ------------ | ------- |
| 1  | MV   | Spanien   | Casillas     | 38      |
| 4  | HB   | Spanien   | Sergio Ramos | 30      |
| 3  | MB   | Portugal  | Pepe         | 23      |
| 2  | MB   | Portugal  | Carvalho     | 33      |
| 12 | VB   | Brasilien | Marcelo      | 34      |
| 24 | DM   | Tyskland  | Khedira      | 27      |
| 14 | DM   | Spanien   | Alonso       | 33      |
| 23 | OM   | Tyskland  | Özil         | 33      |
| 22 | HY   | Argentina | di María     | 31      |
| 7  | VY   | Portugal  | C. Ronaldo   | 39      |
| 9  | CF   | Frankrike | Benzema      | 21      |

## Matcher

### La Liga
|              | 29 augusti 2010 | Mallorca | 0–0 | Real Madrid | ONO Estadi                                      |                                                 |
| 21:00 (CEST) | 21:00 (CEST)    |          |     |             | Publik: 22 669 Domare: David Fernández Borbalán | Publik: 22 669 Domare: David Fernández Borbalán |
| 21:00 (CEST) | 21:00 (CEST)    |          |     |             | Publik: 22 669 Domare: David Fernández Borbalán | Publik: 22 669 Domare: David Fernández Borbalán |
| 21:00 (CEST) | 21:00 (CEST)    |          |     |             | Publik: 22 669 Domare: David Fernández Borbalán | Publik: 22 669 Domare: David Fernández Borbalán |

|              | 11 september 2010 | Real Madrid  | 1–0 | Osasuna | Santiago Bernabéu-stadion                         |                                                   |
| 20:00 (CEST) | 20:00 (CEST)      | 48′ Carvalho |     |         | Publik: 68 000 Domare: Fernando Teixeira Vitienes | Publik: 68 000 Domare: Fernando Teixeira Vitienes |
| 20:00 (CEST) | 20:00 (CEST)      |              |     |         | Publik: 68 000 Domare: Fernando Teixeira Vitienes | Publik: 68 000 Domare: Fernando Teixeira Vitienes |
| 20:00 (CEST) | 20:00 (CEST)      |              |     |         | Publik: 68 000 Domare: Fernando Teixeira Vitienes | Publik: 68 000 Domare: Fernando Teixeira Vitienes |

|       | 18 september 2010 | Real Sociedad | 1–2 | Real Madrid           | Estadio Anoeta                                    |                                                   |
| 22:00 | 22:00             | 61′ Tamudo    |     | 51′ di María 74′ Pepe | Publik: 30 000 Domare: Antonio Miguel Mateu Lahoz | Publik: 30 000 Domare: Antonio Miguel Mateu Lahoz |
| 22:00 | 22:00             |               |     |                       | Publik: 30 000 Domare: Antonio Miguel Mateu Lahoz | Publik: 30 000 Domare: Antonio Miguel Mateu Lahoz |
| 22:00 | 22:00             |               |     |                       | Publik: 30 000 Domare: Antonio Miguel Mateu Lahoz | Publik: 30 000 Domare: Antonio Miguel Mateu Lahoz |

|              | 21 september 2010 | Real Madrid                                   | 3–0 | Espanyol | Santiago Bernabéu-stadion                |                                          |
| 22:00 (CEST) | 22:00 (CEST)      | 28′ C. Ronaldo (str.) 79′ Higuaín 87′ Benzema |     |          | Publik: 70 000 Domare: Carlos Clos Gómez | Publik: 70 000 Domare: Carlos Clos Gómez |
| 22:00 (CEST) | 22:00 (CEST)      |                                               |     |          | Publik: 70 000 Domare: Carlos Clos Gómez | Publik: 70 000 Domare: Carlos Clos Gómez |
| 22:00 (CEST) | 22:00 (CEST)      |                                               |     |          | Publik: 70 000 Domare: Carlos Clos Gómez | Publik: 70 000 Domare: Carlos Clos Gómez |

|              | 25 september 2010 | Levante | 0–0 | Real Madrid | Estadi Ciutat de València                      |                                                |
| 20:00 (CEST) | 20:00 (CEST)      |         |     |             | Publik: 18 326 Domare: Carlos Delgado Ferreiro | Publik: 18 326 Domare: Carlos Delgado Ferreiro |
| 20:00 (CEST) | 20:00 (CEST)      |         |     |             | Publik: 18 326 Domare: Carlos Delgado Ferreiro | Publik: 18 326 Domare: Carlos Delgado Ferreiro |
| 20:00 (CEST) | 20:00 (CEST)      |         |     |             | Publik: 18 326 Domare: Carlos Delgado Ferreiro | Publik: 18 326 Domare: Carlos Delgado Ferreiro |

|              | 3 oktober 2010 | Real Madrid                                                              | 6–1 | Deportivo La Coruña | Santiago Bernabéu-stadion                         |                                                   |
| 21:00 (CEST) | 21:00 (CEST)   | 4, 89′ C. Ronaldo 24′ Özil 34′ di María 53′ Higuaín 60′ Zé Castro (o.g.) |     | 78′ Rodríguez       | Publik: 67 000 Domare: Eduardo Iturralde González | Publik: 67 000 Domare: Eduardo Iturralde González |
| 21:00 (CEST) | 21:00 (CEST)   |                                                                          |     |                     | Publik: 67 000 Domare: Eduardo Iturralde González | Publik: 67 000 Domare: Eduardo Iturralde González |
| 21:00 (CEST) | 21:00 (CEST)   |                                                                          |     |                     | Publik: 67 000 Domare: Eduardo Iturralde González | Publik: 67 000 Domare: Eduardo Iturralde González |

|              | 16 oktober 2010 | Málaga   | 1–4 | Real Madrid                               | Estadio La Rosaleda                             |                                                 |
| 22:00 (CEST) | 22:00 (CEST)    | 55′ Kris |     | 30, 65′ Higuaín 45, 50′ C. Ronaldo (str.) | Publik: 30 000 Domare: Alberto Undiano Mallenco | Publik: 30 000 Domare: Alberto Undiano Mallenco |
| 22:00 (CEST) | 22:00 (CEST)    |          |     |                                           | Publik: 30 000 Domare: Alberto Undiano Mallenco | Publik: 30 000 Domare: Alberto Undiano Mallenco |
| 22:00 (CEST) | 22:00 (CEST)    |          |     |                                           | Publik: 30 000 Domare: Alberto Undiano Mallenco | Publik: 30 000 Domare: Alberto Undiano Mallenco |

|              | 23 oktober 2010 | Real Madrid                                            | 6–1 | Racing Santander | Santiago Bernabéu-stadion                    |                                              |
| 20:00 (CEST) | 20:00 (CEST)    | 10′ Higuaín 15, 27, 47, 55′ (str.) C. Ronaldo 63′ Özil |     | 73′ Rosenberg    | Publik: 60 000 Domare: César Muñiz Fernández | Publik: 60 000 Domare: César Muñiz Fernández |
| 20:00 (CEST) | 20:00 (CEST)    |                                                        |     |                  | Publik: 60 000 Domare: César Muñiz Fernández | Publik: 60 000 Domare: César Muñiz Fernández |
| 20:00 (CEST) | 20:00 (CEST)    |                                                        |     |                  | Publik: 60 000 Domare: César Muñiz Fernández | Publik: 60 000 Domare: César Muñiz Fernández |

|              | 30 oktober 2010 | Hércules     | 1–3 | Real Madrid                     | Estadio José Rico Pérez                  |                                          |
| 20:00 (CEST) | 20:00 (CEST)    | 3′ Trezeguet |     | 52′ di María 82, 86′ C. Ronaldo | Publik: 30 000 Domare: Carlos Clos Gómez | Publik: 30 000 Domare: Carlos Clos Gómez |
| 20:00 (CEST) | 20:00 (CEST)    |              |     |                                 | Publik: 30 000 Domare: Carlos Clos Gómez | Publik: 30 000 Domare: Carlos Clos Gómez |
| 20:00 (CEST) | 20:00 (CEST)    |              |     |                                 | Publik: 30 000 Domare: Carlos Clos Gómez | Publik: 30 000 Domare: Carlos Clos Gómez |

|             | 7 november 2010 | Real Madrid           | 2–0 | Atlético Madrid | Santiago Bernabéu-stadion                         |                                                   |
| 21:00 (CET) | 21:00 (CET)     | 13′ Carvalho 19′ Özil |     |                 | Publik: 80 000 Domare: Antonio Miguel Mateu Lahoz | Publik: 80 000 Domare: Antonio Miguel Mateu Lahoz |
| 21:00 (CET) | 21:00 (CET)     |                       |     |                 | Publik: 80 000 Domare: Antonio Miguel Mateu Lahoz | Publik: 80 000 Domare: Antonio Miguel Mateu Lahoz |
| 21:00 (CET) | 21:00 (CET)     |                       |     |                 | Publik: 80 000 Domare: Antonio Miguel Mateu Lahoz | Publik: 80 000 Domare: Antonio Miguel Mateu Lahoz |

|             | 14 november 2010 | Sporting Gijón | 0–1 | Real Madrid | El Molinón                                     |                                                |
| 19:00 (CET) | 19:00 (CET)      | 82′ Higuaín    |     |             | Publik: 25 000 Domare: Javier Turienzo Álvarez | Publik: 25 000 Domare: Javier Turienzo Álvarez |
| 19:00 (CET) | 19:00 (CET)      |                |     |             | Publik: 25 000 Domare: Javier Turienzo Álvarez | Publik: 25 000 Domare: Javier Turienzo Álvarez |
| 19:00 (CET) | 19:00 (CET)      |                |     |             | Publik: 25 000 Domare: Javier Turienzo Álvarez | Publik: 25 000 Domare: Javier Turienzo Álvarez |

|             | 20 november 2010 | Real Madrid                                                         | 5–1 | Athletic Bilbao | Santiago Bernabéu-stadion                       |                                                 |
| 22:00 (CET) | 22:00 (CET)      | 19′ Higuaín 30, 62, 90+2′ (str.) C. Ronaldo 57′ Sergio Ramos (str.) |     | 40′ Llorente    | Publik: 75 000 Domare: Alberto Undiano Mallenco | Publik: 75 000 Domare: Alberto Undiano Mallenco |
| 22:00 (CET) | 22:00 (CET)      |                                                                     |     |                 | Publik: 75 000 Domare: Alberto Undiano Mallenco | Publik: 75 000 Domare: Alberto Undiano Mallenco |
| 22:00 (CET) | 22:00 (CET)      |                                                                     |     |                 | Publik: 75 000 Domare: Alberto Undiano Mallenco | Publik: 75 000 Domare: Alberto Undiano Mallenco |

|             | 29 november 2010 | Barcelona                                      | 5–0 | Real Madrid | Camp Nou                                          |                                                   |
| 21:00 (CET) | 21:00 (CET)      | 10′ Xavi 18′ Pedro 55, 58′ Villa 90+1′ Jeffrén |     |             | Publik: 98 255 Domare: Eduardo Iturralde González | Publik: 98 255 Domare: Eduardo Iturralde González |
| 21:00 (CET) | 21:00 (CET)      |                                                |     |             | Publik: 98 255 Domare: Eduardo Iturralde González | Publik: 98 255 Domare: Eduardo Iturralde González |
| 21:00 (CET) | 21:00 (CET)      |                                                |     |             | Publik: 98 255 Domare: Eduardo Iturralde González | Publik: 98 255 Domare: Eduardo Iturralde González |

|             | 4 december 2010 | Real Madrid        | 2–0 | Valencia | Santiago Bernabéu-stadion                      |                                                |
| 22:00 (CET) | 22:00 (CET)     | 73, 87′ C. Ronaldo |     |          | Publik: 79 000 Domare: Miguel Ángel Pérez Lasa | Publik: 79 000 Domare: Miguel Ángel Pérez Lasa |
| 22:00 (CET) | 22:00 (CET)     |                    |     |          | Publik: 79 000 Domare: Miguel Ángel Pérez Lasa | Publik: 79 000 Domare: Miguel Ángel Pérez Lasa |
| 22:00 (CET) | 22:00 (CET)     |                    |     |          | Publik: 79 000 Domare: Miguel Ángel Pérez Lasa | Publik: 79 000 Domare: Miguel Ángel Pérez Lasa |

|             | 12 december 2010 | Zaragoza        | 1–3 | Real Madrid                          | La Romareda                                     |                                                 |
| 19:00 (CET) | 19:00 (CET)      | 54′ Gabi (str.) |     | 15′ Özil 44′ C. Ronaldo 47′ di María | Publik: 30 000 Domare: Rafael Ramírez Domínguez | Publik: 30 000 Domare: Rafael Ramírez Domínguez |
| 19:00 (CET) | 19:00 (CET)      |                 |     |                                      | Publik: 30 000 Domare: Rafael Ramírez Domínguez | Publik: 30 000 Domare: Rafael Ramírez Domínguez |
| 19:00 (CET) | 19:00 (CET)      |                 |     |                                      | Publik: 30 000 Domare: Rafael Ramírez Domínguez | Publik: 30 000 Domare: Rafael Ramírez Domínguez |

|             | 19 december 2010 | Real Madrid  | 1–0 | Sevilla | Santiago Bernabéu-stadion                |                                          |
| 21:00 (CET) | 21:00 (CET)      | 76′ di María |     |         | Publik: 80 000 Domare: Carlos Clos Gómez | Publik: 80 000 Domare: Carlos Clos Gómez |
| 21:00 (CET) | 21:00 (CET)      |              |     |         | Publik: 80 000 Domare: Carlos Clos Gómez | Publik: 80 000 Domare: Carlos Clos Gómez |
| 21:00 (CET) | 21:00 (CET)      |              |     |         | Publik: 80 000 Domare: Carlos Clos Gómez | Publik: 80 000 Domare: Carlos Clos Gómez |

|             | 3 januari 2011 | Getafe               | 2–3 | Real Madrid                | Coliseum Alfonso Perez                          |                                                 |
| 22:00 (CET) | 22:00 (CET)    | 29′ Parejo 86′ Albín |     | 11′ (str.), 57' C. Ronaldo | Publik: 15 000 Domare: Alberto Undiano Mallenco | Publik: 15 000 Domare: Alberto Undiano Mallenco |
| 22:00 (CET) | 22:00 (CET)    |                      |     |                            | Publik: 15 000 Domare: Alberto Undiano Mallenco | Publik: 15 000 Domare: Alberto Undiano Mallenco |
| 22:00 (CET) | 22:00 (CET)    |                      |     |                            | Publik: 15 000 Domare: Alberto Undiano Mallenco | Publik: 15 000 Domare: Alberto Undiano Mallenco |

|             | 9 januari 2011 | Real Madrid                      | 4–2 | Villareal         | Santiago Bernabéu-stadion                       |                                                 |
| 19:00 (CET) | 19:00 (CET)    | 9, 45+1, 79′ C. Ronaldo 82′ Kaká |     | 7′ Cani 18′ Ruben | Publik: 72 000 Domare: David Fernández Borbalán | Publik: 72 000 Domare: David Fernández Borbalán |
| 19:00 (CET) | 19:00 (CET)    |                                  |     |                   | Publik: 72 000 Domare: David Fernández Borbalán | Publik: 72 000 Domare: David Fernández Borbalán |
| 19:00 (CET) | 19:00 (CET)    |                                  |     |                   | Publik: 72 000 Domare: David Fernández Borbalán | Publik: 72 000 Domare: David Fernández Borbalán |

|             | 16 januari 2011 | Almería   | 1–1 | Real Madrid | Estadio de los Juegos Mediterráneos            |                                                |
| 19:00 (CET) | 19:00 (CET)     | 60′ Ulloa |     | 77′ Granero | Publik: 20 000 Domare: Miguel Ángel Pérez Lasa | Publik: 20 000 Domare: Miguel Ángel Pérez Lasa |
| 19:00 (CET) | 19:00 (CET)     |           |     |             | Publik: 20 000 Domare: Miguel Ángel Pérez Lasa | Publik: 20 000 Domare: Miguel Ángel Pérez Lasa |
| 19:00 (CET) | 19:00 (CET)     |           |     |             | Publik: 20 000 Domare: Miguel Ángel Pérez Lasa | Publik: 20 000 Domare: Miguel Ángel Pérez Lasa |

|             | 23 januari 2011 | Real Madrid | 1–0 | Mallorca | Santiago Bernabéu-stadion                         |                                                   |
| 19:00 (CET) | 19:00 (CET)     | 61′ Benzema |     |          | Publik: 73 000 Domare: Eduardo Iturralde González | Publik: 73 000 Domare: Eduardo Iturralde González |
| 19:00 (CET) | 19:00 (CET)     |             |     |          | Publik: 73 000 Domare: Eduardo Iturralde González | Publik: 73 000 Domare: Eduardo Iturralde González |
| 19:00 (CET) | 19:00 (CET)     |             |     |          | Publik: 73 000 Domare: Eduardo Iturralde González | Publik: 73 000 Domare: Eduardo Iturralde González |

|             | 30 januari 2011 | Osasuna     | 1–0 | Real Madrid | Estadio Reyno de Navarra                     |                                              |
| 19:00 (CET) | 19:00 (CET)     | 62′ Camuñas |     |             | Publik: 19 000 Domare: César Muñiz Fernández | Publik: 19 000 Domare: César Muñiz Fernández |
| 19:00 (CET) | 19:00 (CET)     |             |     |             | Publik: 19 000 Domare: César Muñiz Fernández | Publik: 19 000 Domare: César Muñiz Fernández |
| 19:00 (CET) | 19:00 (CET)     |             |     |             | Publik: 19 000 Domare: César Muñiz Fernández | Publik: 19 000 Domare: César Muñiz Fernández |

|             | 6 februari 2011 | Real Madrid                             | 4–1 | Real Sociedad      | Santiago Bernabéu-stadion                       |                                                 |
| 19:00 (CET) | 19:00 (CET)     | 8′ Kaká 21, 42′ C. Ronaldo 89′ Adebayor |     | 72′ Arbeloa (o.g.) | Publik: 70 000 Domare: Rafael Ramírez Domínguez | Publik: 70 000 Domare: Rafael Ramírez Domínguez |
| 19:00 (CET) | 19:00 (CET)     |                                         |     |                    | Publik: 70 000 Domare: Rafael Ramírez Domínguez | Publik: 70 000 Domare: Rafael Ramírez Domínguez |
| 19:00 (CET) | 19:00 (CET)     |                                         |     |                    | Publik: 70 000 Domare: Rafael Ramírez Domínguez | Publik: 70 000 Domare: Rafael Ramírez Domínguez |

|             | 13 februari 2011 | Espanyol | 0–1 | Real Madrid | Estadi Cornellà-El Prat                           |                                                   |
| 21:00 (CET) | 21:00 (CET)      |          |     | 24′ Marcelo | Publik: 40 240 Domare: Antonio Miguel Mateu Lahoz | Publik: 40 240 Domare: Antonio Miguel Mateu Lahoz |
| 21:00 (CET) | 21:00 (CET)      |          |     |             | Publik: 40 240 Domare: Antonio Miguel Mateu Lahoz | Publik: 40 240 Domare: Antonio Miguel Mateu Lahoz |
| 21:00 (CET) | 21:00 (CET)      |          |     |             | Publik: 40 240 Domare: Antonio Miguel Mateu Lahoz | Publik: 40 240 Domare: Antonio Miguel Mateu Lahoz |

|             | 23 januari 2011 | Real Madrid | 1–0 | Mallorca | Santiago Bernabéu-stadion                         |                                                   |
| 19:00 (CET) | 19:00 (CET)     | 61′ Benzema |     |          | Publik: 73 000 Domare: Eduardo Iturralde González | Publik: 73 000 Domare: Eduardo Iturralde González |
| 19:00 (CET) | 19:00 (CET)     |             |     |          | Publik: 73 000 Domare: Eduardo Iturralde González | Publik: 73 000 Domare: Eduardo Iturralde González |
| 19:00 (CET) | 19:00 (CET)     |             |     |          | Publik: 73 000 Domare: Eduardo Iturralde González | Publik: 73 000 Domare: Eduardo Iturralde González |

|             | 19 februari 2011 | Real Madrid             | 2–0 | Levante | Santiago Bernabéu-stadion                         |                                                   |
| 20:00 (CET) | 20:00 (CET)      | 6′ Benzema 41′ Carvalho |     |         | Publik: 63 000 Domare: Fernando Teixeira Vitienes | Publik: 63 000 Domare: Fernando Teixeira Vitienes |
| 20:00 (CET) | 20:00 (CET)      |                         |     |         | Publik: 63 000 Domare: Fernando Teixeira Vitienes | Publik: 63 000 Domare: Fernando Teixeira Vitienes |
| 20:00 (CET) | 20:00 (CET)      |                         |     |         | Publik: 63 000 Domare: Fernando Teixeira Vitienes | Publik: 63 000 Domare: Fernando Teixeira Vitienes |

|             | 26 februari 2011 | Deportivo La Coruña | 0–0 | Real Madrid | Estadio Riazor                                  |                                                 |
| 22:00 (CET) | 22:00 (CET)      |                     |     |             | Publik: 36 400 Domare: David Fernández Borbalán | Publik: 36 400 Domare: David Fernández Borbalán |
| 22:00 (CET) | 22:00 (CET)      |                     |     |             | Publik: 36 400 Domare: David Fernández Borbalán | Publik: 36 400 Domare: David Fernández Borbalán |
| 22:00 (CET) | 22:00 (CET)      |                     |     |             | Publik: 36 400 Domare: David Fernández Borbalán | Publik: 36 400 Domare: David Fernández Borbalán |

|             | 3 mars 2011 | Real Madrid                                                             | 7–0 | Málaga | Santiago Bernabéu-stadion                      |                                                |
| 22:00 (CET) | 22:00 (CET) | 27, 62′ Benzema 36′ di María 45′ Marcelo 51, 68′ (str.), 77' C. Ronaldo |     |        | Publik: 51 000 Domare: Miguel Ángel Pérez Lasa | Publik: 51 000 Domare: Miguel Ángel Pérez Lasa |
| 22:00 (CET) | 22:00 (CET) |                                                                         |     |        | Publik: 51 000 Domare: Miguel Ángel Pérez Lasa | Publik: 51 000 Domare: Miguel Ángel Pérez Lasa |
| 22:00 (CET) | 22:00 (CET) |                                                                         |     |        | Publik: 51 000 Domare: Miguel Ángel Pérez Lasa | Publik: 51 000 Domare: Miguel Ángel Pérez Lasa |

### Fotnoter
1. ↑  Higuaín skadad Arkiverad 11 mars 2011 hämtat från the Wayback Machine.